# Историография правления Юстиниана I
Историография правления Юстиниана I — часть византийской историографии, относящейся к периоду правления императора Юстиниана I (527—565). В силу важности этого периода, она является предметом многочисленных исследований.
Важнейшим источником для данного периода, а во многих случаях единственным, являются труды Прокопия Кесарийского. В значительной степени современные исторические сочинения, рассказывая о событиях VI века, являются пересказом его «Истории войн» и заимствуют оценки из «Тайной истории». В последние десятилетия археологические исследования подтвердили точность сведений трактата «О постройках».
Среди зарубежный исследований основополагающее значение имеют вышедшие более ста лет назад работы Шарля Диля. В работах различных исследователей даны обзоры источников, относящихся к рассматриваемому периоду. Исчерпывающий обзор источников, касающихся правления Юстина I и раннего периода царствования Юстиниана приведён в монографии А. А. Васильева «Justin the First». Обзор источников и монографий по вопросам, связанным с Восстанием Ника, то есть социальной структуре городского населения, партий ипподрома и собственно ходе восстания, проведён в работах А. А. Чекаловой. Источники, касающиеся экономической географии, а также взаимодействия с народами Малой Азии проанализированы в работах Н. В. Пигулевской До сих пор имеет значение вышедшая в 1908 году монография Адонца Н. Г., суммирующая большое количество источников, касающихся Армении IV—VII веков. Вопросы, касающиеся юридических реформ Юстиниана, рассматриваются в монографиях по истории римского права.

## Состояние источников

### Историческая литература на греческом языке

#### Прокопий Кесарийский
Важнейшим источником, определившим, по выражению британского византиниста Аверил Кэмерон, саму нынешнюю «идею Юстиниана», являются работы Прокопия Кесарийского содержащие как апологетику, так и жёсткую критику его правления. С 527 года и до конца жизни Прокопий состоял при полководце Велизарии, вначале секретарём, затем советником, сопровождая его во всех войнах. Написанная в середине VI века «История войн» является основным источником о событиях и внешней политике Византии во время войн с Персией, вандалами и готами. В Константинополе Прокопий был очевидцем Ника в 532 году и эпидемии чумы в 542 году. Написанный в конце правления Юстиниана панегирик «О постройках» содержит ценные сведения о строительной деятельности этого императора. Памфлет «Тайная история» проливает свет на закулисную жизнь правителей империи. Достоверность сообщаемых нём сведений спорна и в каждом случае является предметом отдельных исследований. Возможно, его создание стало следствием разочарования в официальной пропаганде, приукрашивавший и искажавшей подоплёку известны Прокопию событий. Современные историки обнаруживают замаскированную критику и в официальной «Истории войн». Долгое время сохранявшиеся сомнения в авторстве Прокопия всех приписываемых ему трудов исчезли в начале XX века. Тем не менее по-прежнему актуальной остаётся проблема датировки его трудов и согласование их в рамках единого мировоззрения. По мнению немецкого византиниста Бертольда Рубина, в центре произведений Прокопия находится не Юстиниан, а Велизарий. Именно покровительство могущественного военачальника обеспечило возможность историку высказываться критически. Согласно наиболее распространённой гипотезе, оппозиционность Прокопия обусловлена его сочувствием консервативным кругам старой сенаторской аристократии.
Проблему существенной зависимости современных представлений об эпохе Юстиниана от сведений Прокопия отметила в своей влиятельной монографии «Procopius and the Sixth Century» (1985) А. Кэмерон. Аналогичная ситуация с императрицей Феодорой, посвящённая которой обширнейшая литература, как научная, так и художественная, в значительной степени опирается на «Тайную историю». По оценка американского историка Клайва Фосса, сопоставившего сведения «Тайнрой истории» со всеми прочими доступными источниками, живописуемый Прокопием образ Феодоры в тех случаях, когда речь идёт об известных другим источках фактах, не противоречит общей картине.

#### Продолжатели Прокопия
Занимавший положение мелкого адвоката Агафий Миринейский выступил продолжателем трудов Прокопия, и после смерти Юстиниана написал сочинение в пяти книгах. Не имея возможности посвятить досуг историографии, до своей смерти в 582 году Агафий успел только изложить события 552—558 годов. В отличие о Прокопия, писавшего в правление Юстиниана и вынужденного скрывать своё отношение к происходящему, Агафий, вероятно, искренен в своей положительной оценке внешней политики императора. При этом Агафий отрицательно оценивает внутреннюю политику Юстиниана, особенно в конце его царствования. В XIX веке, пока господствовало восходящее к Гиббону пренебрежительное отношение к византийской литературе в целом и Агафию в частности, историку уделялось мало внимания. Упрёки немецких историков Вильгельма Тейффеля, Бартольда Нибура и Карла Крумбахера Агафия в неточностях современные византинисты признают безосновательными. Как полагает З. В. Удальцова, Агафий менее осведомлён, нежели Прокопий, но более объективен. От исторических записок Менандра Протектора, охватывавших период с 558 по 582 год, сохранились только отрывки в компиляции Константина Багрянородного. Благодаря то же учёному императору IX века сохранились отрывки произведений дипломата эпохи Юстиниана Петра Патрикия, позднее вошедших в трактат «О церемониях». В кратком изложении патриарха Фотия сохранилась книга другого дипломата Юстинина, Нонноза. Хроника Исихия Милетского, посвящённая царствованию Юстина I и первым годам царствования Юстиниана, практически полностью не сохранилась хотя, возможно, введение хроники историка второй половины VI века Феофана Византийского содержит заимствования из неё.
В «Хронографии» сирийца Иоанна Малалы царствование Юстиниана описывается в наибольшей по объёму книге XVIII. В ней подробно рассказывается о щедрости императора в отношении городов Малой Азии, а также о других событиях, важных для жителей его региона. В пределах данной книги повествование хроники перемещается их Антиохии в Константинополь. Тогда же, начиная примерно с заключения «Вечного мира» с Персией в 532 году изменяется техника повествования и, возможно, хронику продолжает другой автор. Личность Малалы точно не установлена, по одной из гипотез он тождественен выходцу из Антиохии, константинопольскому патриарху Иоанну Схоластику. Малала, судя по всему, не был хорошо осведомлён в государственных и дипломатических вопросах. Используемые им формулировки нередко заимствованы из официальных императорских документов. Несмотря на суеверность Малалы и причудливость сообщаемых им мифологических и религиозных сведений, хрониста можно считать типичным представителем своего времени.
«Церковная история» другого антиохийца, юриста Евагрия Схоластика, частично основывается на трудах Прокопия и Малалы. В ней сообщаются важные сведения о истории Сирии в правление Юстиниана. Из более поздних источников на греческом языке фрагментарно сохранилась летопись Иоанна Антиохийского (VII век). Другой источник VII века «Пасхальная хроника» излагает всемирную историю от сотворения мира до 629 года, до правления императора Маврикия (585—602) события излагает очень кратко. Позднейшие источники, такие как летописи Феофана Исповедника (IX век), Георгия Кедрина (начало XII века) и Иоанна Зонары (XII век) использовали для описания событий VI века не сохранившиеся до нашего времени источники и потому также содержат ценные подробности.

### Церковные источники
Важным источником сведений о религиозных движениях в эпоху Юстиниана является житийная литература. Крупнейшим агиографом того времени является Кирилл Скифопольский (525—558), чья биография Саввы Освященного (439—532) важна для реконструкции конфликта в Иерусалимском патриархате. Третий том подготовленного немецким историком Эдуардом Шварцем собрания «Acta conciliorum oecumenicorum» называется «Collectio Sabbaitica» и включает в себя деяния Константинопольского и Иерусалимского соборов 536 года, эдикт Юстиниана против оригенизма, переписку церковных иерархов и доктринальные тексты на греческом языке.
Источником сведений о жизни монахов и аскетов является «Лимонарь» Иоанна Мосха. Известны биографии Константинопольских патриархов Мины (536—552) и Евтихия (552—565, 577—582). С точки зрения восточных миафизитов, полемизировавших с официальной церковью империи, описываются события в «Церковной истории» Иоанна Эфесского.
Составленный в первой половине VI века сборник папских биографий «Liber Pontificalis» содержит важные, хотя и не всегда достоверные, сведения об отношениях Юстиниана с римскими понтификами. Данные о церковной политике Юстиниана содержатся также в переписке императора с папами.

### Латинские источники
Латинские источники, в которых правление Юстиниана рассматривается с той или иной степенью детальности, хотя бы с точки зрения хронологической информации, весьма многочисленны. Как правило, они посвящены проблемам западной части империи. Хроника иллирийца Марцеллина Комита охватывает период от вступления на престол императора Феодосия I (379—395) до 534 года. Марцеллин достиг в правление Юстиниана сенаторского звания, долго жил в Константинополе и был очевидцем беспорядков в столице, включая восстание Ника. Хроника отражает мнение лояльных проправительственных кругов. Неизвестным продолжателем она доведена до 548 года. Хроника африканского епископа Виктора Туннунского, оппонента Юстиниана в споре о трёх главах охватывает события с 444 по 567 год. Близка по времени к рассматриваемому периоду летопись испанского епископа Иоанна Бикларского, чьё детство прошло в Константинополе. Испанские события VI века отражены в «Истории готов» Исидора Севильского. Отношения Византии с франками затрагивает хроника Мария Аваншского, идущая с 445 по 581 год, а также «История франков» Григория Турского.
Известный под названием «Варии» (лат. Variae) архив Кассиодора охватывает период 507—537 годов, и включает разнообразные юридические, экономические и дипломатические документы. Документы проливают свет на деятельность долгое время жившего в Константинополе видного политического деятеля королевства остготов. Исторические произведения готского историка Иордана («Гетика» и «De origine actibusque Romanorum») доведены до 551 года. Оригинальная, восходящая, по-видимому, к устному преданию, версия легенды о Велизарии излагается в хронике Фредегара VII века и основанных на ней хрониках Аймоина из Флёри (X век) и Германа из Райхенау (XI век).

### Прочие источники
С конца XIX века в научный оборот вводятся разнообразные источники на восточных языках, прежде всего сирийские. Анонимная хроника продолжателя Захарии Ритора доведена до 569 года, вероятно, в том же году она и была составлена. Как и Иоанн Эфесский, Захария выражал позицию сирийских миафизитов. Важным источником для исследования этого направления в христианстве в VI веке является сборник биографий святых Иоанна Эфесского. К VI веку относят «Эдесскую хронику», охватывающую период с 131 по 540 год. До конца VII века доведена хроника египетского историка Иоанна Никиусского, сохранившаяся только в переводе на эфиопский язык. Утраченными к настоящему времени персидскими источниками пользовались Агафий Миринейский и арабский историк IX века ат-Табари. Источники относительно византийских евреев VI века сохранились на арамейской, древнееврейском и греческом языках.
Сведения географического характера содержатся в трактате «Синекдем» (535) географа Иерокла и в «Христианской топографии» купца и паломника Космы Индикоплова. Для военной истории царствования представляют ценность военные трактаты, некоторые из которых датируются VI веком. Важным трудом по административной истории царствования Юстиниана является произведение чиновника VI века Иоанна Лида «De Magistratibus reipublicae Romanae».
Помимо исторических хроник существует большое количество других источников. Чрезвычайно обширно правовое наследие эпохи Юстиниана — Corpus iuris civilis (до 534 года) и появившиеся позже новеллы, а также различные памятники церковного права. Отдельной категорией источников являются труды собственно Юстиниана — его письма и религиозные трактаты. Наконец, от этого времени сохранилась разнообразная литература, помогающая лучше понять мировоззрение людей эпохи Юстиниана, например политический трактат «Поучение» Агапита, поэмы Кориппа, эпиграфические и архитектурные памятники. Считается, что современные Юстиниану историки имели возможность использовать государственные архивы. Прокопий, благодаря своему высокому положению, имел доступ к секретным документам и, будучи секретарём полководца Велизария, был участником тайных совещаний.

## Специализированные исследования

### Происхождение Юстиниана
Теория славянского происхождения Юстиниана, в настоящее время отвергнутая, была основной с начала XVII по конец XIX века. Впервые, вероятно, она была обнародована в 1601 году в книге Мавро Орбини «Il regno degli Slavi». Широкую известность эта теория приобрела после того, как в изданной в 1623 году «Тайной истории» Прокопия Кесарийского Никколо Аламанни неоднократно ссылался на сведения, полученные из труда некоего аббата Феофила, наставника Юстиниана. Составленное якобы этим Феофилом жизнеописание Юстиниана «Vita Justiniani», основные положения которого Аламанни привёл в качестве комментариев к «Тайной истории» (не опубликовав, впрочем, оригинала) стало почти на три столетия источником сведений о происхождении и ранней жизни Юстиниана. В 1883 году английский исследователь Джеймс Брайс обнаружил в библиотеке дворца Барберини небольшую двухстраничную рукопись, которую он отождествил с источником Аламанни, признав в целом недостоверной. Латинский оригинал «Vita Justiniani» приведён в статье Брайса, русский перевод в статье А. А. Васильева. Несмотря на свою краткость, «жизнеописание», полный текст которого приведён в статье Брайса, содержит большое количество фактической информации. Из него мы узнаём, что Юстиниан родился в царствование императора Зенона и во времена патриаршества Акакия, что в Константинополе он появился в конце царствования Анастасия. Из документа можно узнать, что у Юстиниана и его родственников были славянские имена: его мать называется Bigleniza, его отец, известный по другим источникам как Савватий — Istokus, происходящий из рода святого Константина, а имя самого Юстиниана — Upravda. Сообщается также, что в юности Юстиниан был отправлен своим дядей, Юстином, ко двору Теодориха Великого, где он побратался с вестготским королём. Приводятся также имена и сведения о других родственниках Юстиниана. Завершается текст пятнадцатью объяснениями, сделанными далматинским каноником Иоанном Томко Марнавичем. В этих объяснениях комментируются имена членов семьи Юстиниана и объясняется их значение.
Данные, приведённые Аламанни, использовались и некритично экстраполировались позднейшими исследователями. Так, немецкий юрист XVIII века Иоганн фон Лудевиг в своей Vita Justiani M. atque Theodorae, nec non Triboniani сообщает, что Аламанни читал это жизнеописание в рукописях Ватикана, хотя сам Аламанни этого не писал. Аналогичные утверждения содержатся в «Истории» Гиббона, который связывал слово Upravda с англ. upright, a Istokus с англ. stock. Филиппо Инверниззи, издавший в 1783 году «De rebus gestis Iustiniani Magni» относится ко всему, связанному с Феофилом, критически, утверждая, что его собственные и других лиц поиски в Ватиканской библиотеке рукописи были безуспешными. Предложение Инверниззи закрыть этот вопрос не было поддержано, и последующие исследователи принимали информацию Феофила и занимались исследованиями этимологии приведённых в нём имён. Сторонником этой теории были Павел Шафарик и Александр Гильфердинг. Марин Дринов использовал её в качестве одного из веских доказательств своей теории более раннего заселения славянами Балканского полуострова. Некритично воспринятая, теория о славянском происхождении была распространена деятелями Болгарского национального возрождения (среди которых можно назвать Йордана Хаджиконстантинова-Джинот и Анастаса Кипиловски) и на Велизария, имя которого интерпретировалось как «Белый царь».
Однако с 1870-х годов начинают появляться критические публикации. В 1874 году Вильгельм Томашек утверждал, что единственным известным ему источником информации о славянском происхождении Юстиниана являются «Рагузские анналы» (итал. Annali di Ragusa) Джакомо Луккари, изданные в 1605 году. По мнению Томашека, эти сведения не имеют никакой ценности. И хотя ещё во «Всемирной истории» Ранке, вышедшей в начале 1880-х годов ещё упоминается славянское происхождение Юстиниана, после статьи Брайса окончательно утверждается мнение о его фракийских корнях. Изучение найденного Брайсом документа позволило сделать вывод, что именно им пользовался Аламанни. В своём обосновании неаутентичности «жизнеописания», Брайс опирается на мнения Артура Эванса и Константина Иречека. Письмо от последнего приводится в статье целиком. Согласно мнению Брайса и Васильева, автором «Vita Justiniani» является упомянутый выше Томко Марнавич (1579—1639), подробную биографию которого опубликовал в 1875 году Армин Павич. Иречек в своём письме называет Марнавича ненадёжным источником и признаёт всё произведение целиком его выдумкой. Дата создания этой подделки может быть вычислена на основании сделанных Марнавичем примечаний между 1609 и 1622 годами.
Из современных исследователей теории славянского происхождения Юстиниана придерживается болгарский историк Г. Сотиров, чья книга «Убийството на Юстиниановата самоличност» (1974) была подвергнута резкой критике.
Данная теория нашла отражение в художественной литературе. Так, главным действующим лицом романа «Византия» Жана Ломбара является славянский отрок Управда, внук Юстиниана, и его сестра Виглиница.

### Религиозная политика
Как и ко многим другим начинаниям Юстиниана, Прокопий относился отрицательно к его религиозной политике, не считая её ни последовательной, ни истинно верной, ни полезной для людей. Иоанн Малала, чьи религиозные симпатии являются предметом научной дискуссии, преимущественно высказывается с одобрением о церковной деятельности императора. Хронист подчёркивает его благочестие и его заботу об имущественных интересах церкви. Одобрительно отзывается Малала о политике христианизации варварских народов — крещении гуннов и аксумитов, искоренению язычества, арианской и манихейской ересей, преследованию самаритян и иудеев. Последующие византийские историки оценивали достижения Юстиниана в соответствии со своими религиозными предпочтениями. Монофизиты называли его гонителем истинной веры, идеализируя его супругу Феодору («История патриархов Александрийских»), православные историки, например, Феофан Исповедник, Георгий Кедрин, Иоанн Зонара и Никифор Каллист Ксанфопул, придерживались противоположной позиции. В западной церковной историографии, в силу исторических обстоятельств, сложилось отрицательное отношение к обоим супругам. Благодаря «Liber Pontificalis» оно получило широкое распространение на Западе. Принадлежащее папе Агапиту I (535—536) сравнение Юстиниана с известным своими гонениями христиан Диоклетианом вспоминали и в конце XV века. В трудах Флавио Бьондо и Цезаря Барония присутствовала тенденция приписывать еретичке-Феодоре происхождение конфликта между праведным императором Юстинианом и Римской церковью. Именно благодаря влиянию Феодоры, как считал Бароний, еретики приобрели влияние на Юстиниана.
Религиозная политика Юстиниана является объектом многочисленных исследований. Основные выводы большинства исследователей, среди которых можно назвать Х. Баура, Ф. Дельгера, А. В. Циглера, П. Штокмайера, Э. Шварца, Ш. Диля, Д. Б. Бьюри, Е. Каспара, В. Певесина, Е. Штайна, Г. В. Острогорского, К. Амантоса, В. Энсслина сводятся к следующему:
- Юстиниан силой сделался абсолютным монархом в империи и Церкви;
- Он стал верховным авторитетом во всех церковных вопросах, предписывая веру своим подданным;
- Он подвергал критике авторитет Вселенских соборов и папства;
- Он использовал Церковь в политических и личных целях;
- Восточная церковь, подчинённая силой, была вынуждена одобрять догматические решения императора;
- Западная церковь сначала оказывала ему сопротивление, а затем была подчинена.

Вслед за Прокопием, Эдуард Гиббон отрицательно оценивает религиозную политику Юстиниана, обращая внимание на его отпадение от православия в старости. Отрицал существование последовательной религиозной политики у Юстиниана Эдуард Шварц. Полной неудачей, по мнению американского византиниста Энтони Кэлделлиса завершились его попытки достичь взаимопонимания с монофизитами. Другая точка зрения, появившаяся позднее, более благосклонна к императору. Так, А. фон Гарнак считал, что Юстиниан был лучшим богословом своего времени, а Б. Бионди по новому осветил всю проблему в целом, считая так называемый цезарепапизм Юстиниана «фальсификацией истории». Данная точка зрения была воспринята современниками названных учёных критически, однако в 1952 году Э. Каден развил эти идеи, предположив, что для правления Юстиниана был характерен не цезарепапизм, а тесное и близкое сотрудничество Церкви и государства.
Высоко оценивает достижения Юстиниана в религиозной сфере современный российский византинист М. В. Грацианский. По его мнению, предпринятые императором меры по принуждению халкидонитов и антихалкидонитов к переговорам предотвратили усугубление кризиса, его переход в политическое измерение. Исследователь полагает, что проявив доктринальную гибкость и прислушиваясь к требованиям «антихалкидонитских группировок Востока»,Юстиниан последовательно преследовал главную цель — «не давать повода и возможности для возникновения независимой, неподконтрольной государству и ему лично диссидентской церковной структуры». Благодаря его богословским усилиям возникла новая хорошо разработанная доктрина, в современной литературе называемая «неохалкидонизм».

### Восстание Ника
Восстание Ника 532 года считается крупнейшим народным движением ранней Византии, и потому занимает видное место в посвящённых тому периоду исследованиях. На страницах своих произведений Прокопий осуждает «бунт черни», но поддерживает знатных участников заговора, среди которых был племянник императора Анастасия I (491—518) консул Ипатий. Историк не одобряет меры, предпринятые Юстинианом и Феодорой меры против восставших, но бесчинства партий ипподрома возмущают его не меньше. Об участии народных масс в беспорядках сообщает Иоанн Малала, в целом уделяющий много внимания различным восстаниям. Поэт Роман Сладкопевец увидел в восстании проявление божественного провидения и человеколюбия. Восстановив разрушенную столицу, император, согласно Роману, выступил неотъемлемой частью и проводником божественного воспитательного плана.
Первая специально посвящённая восстанию работа была опубликована в 1854 году профессор Цюрихского университета Вильгельм Шмидт. Он обобщил все известные на тот момент источники, провёл анализ и разъяснил многие неясные места «Актов по поводу Каллоподия». Выделение Шмидтом в качестве движущих сил восстания только династической, церковной и цирковой оппозиции было признано недостаточным уже его ближайшими последователями. В ходе полемики греческих историков Константиноса Папарригопулоса и Павлоса Каллигаса была прояснена роль сенаторской оппозиции и уточнено влияние партий ипподрома, однако их работы не получили широкой известности. Джон Бьюри в своей «Истории Поздней Римской империи» уточнил хронологию восстания, а в части анализа его причин опирался на концепцию Шмидта и основное значение в событиях придавал влиянию аристократии. Соглашаясь в целом с выводами Шмидта и Бьюри, Шарль Диль дополнительно кратко обозначил связь с финансовой политикой Юстиниана. Последующая историография XX века преимущественно трактовала восстание в соответствии с выводами Бьюри.

## Оценка правления Юстиниана

### Критика и пропаганда
Юстиниан придавал большое значение увековечиванию своего имени. В свою честь он назвал новый город Юстиниана Прима, а древнюю Ульпиану переименовал в Юстиниану Секунду. До нашего времени дошли литературные произведения, написанные при жизни Юстиниана, в которых прославлялось либо его правление целиком, либо отдельные его достижения. Не являются панегириками в прямом смысле, но крайне комплиментарны по отношению к императору «Увещевательные главы к императору Юстиниану» диакона Агапита, «О постройках» Прокопия Кесарийского, «Экфрасис святой Софии» Павла Силенциария, кондак «На землетрясения и пожары» Романа Сладкопевца и анонимный «Диалог о политической науке». Наиболее ранним из них считается «Поучение», составленное вскоре после восшествия Юстиниана на престол. Поэма Романа Сладкопевца, сочетающая в себе черты гимна и энкомия, была написана либо по случаю освящения собора Святой Софии в декабре 537 года, либо в связи с ужасными событиями восстания Ника. Переосвящение Софийского собора в 562/3 году после обрушения купола в 558 году стало поводом для создания ещё одного кондака, автор которого не известен. Аноним настолько восхищён совершенством храма, что может приписать честь его создания скорее Богу, чем Юстиниану. Структурно сложная и насыщенная по содержанию поэма Павла Силенциария превозносит достижения Юстиниана, встраивая их в контекст бедствий позднгего периода его царствования, заговора аргиропроатов и природных катастроф.
Осуждая Юстиниана с консервативных позиций за уничтожение авторитета Сената, Прокопий в «Тайной историей» называл власть Юстиниана тиранией. Напротив, благожелателен к Юстиниану Иоанн Малала, высоко оценивший щедрые меры по поддержке и благоустройству городов. Также Малала упоминает законы, направленные против злоупотреблений провинциальных властей и упорядочивания судопроизводства. Р. Скотт объясняет совпадение между «Тайной историей» Прокопия и «Хронографией» Малалы в описании фактов тем, что оба источника опирались на одни и те же официальные заявления, которые, как предполагает историк, издавались императорским двором и являлись пропагандистскими. Различие в оценках античных хронистов Скотт связывает с их приверженностью другим пропагандистским нарративам, соответственно, аристократическим и ортодоксальным.
Согласно историку Роджеру Скотту из Мельбурнского университета, восприятие достижений царствования Юстиниана I претерпело ряд существенных изменений за те полтора тысячелетия, которые отделяют нас от его эпохи. По его мнению, представление о Юстиниане как о великом завоевателе, восходящее к Прокопию Кесарийскому и его «Истории войн», не разделялось современниками императора, и Иоанн Малала, уделяющий завоевательным походам гораздо меньшее внимание, рисует более адекватную картину. В то же время оба автора сходным образом рассматривают строительную деятельность Юстиниана как внушённую ему непосредственно Богом. Последующие авторы видели в Юстиниане прежде всего строителя собора Святой Софии и религиозного лидера — именно так он предстаёт на страницах энциклопедического словаря X века Суда. Французский историк Жильбер Дагрон на материале Patria Konstantinupoleos показал, что память о кровавых событиях восстания Ника сохранялась в Константинополе как минимум до X века. По замечанию Бертольда Рубина, память в веках о Юстиниане на Западе сохранилась не благодаря его достижениям, и Данте не потому включил его в свою «Божественную комедию», что всё ещё стоит собор Святой Софии, а благодаря пропаганде его канцелярии.

### Внешнеполитические успехи
Многими историками важнейшей целью Юстиниана признаётся осуществление программы восстановления Римской империи, renovatio imperii, и именно ей были подчинены завоевательные войны, попытки распространения Халкидонской ортодоксии, административные и правовые реформы. По мнению Дж. Хэлдона, Юстиниан достиг в своих предприятиях только частичного успеха ввиду неадекватности имевшихся в его распоряжении ресурсов поставленным задачам. При Юстиниане Византия достигла наивысшего территориального роста, объединив в себе всё Средиземноморье. На западе империя вновь включала Испанию, были покорены королевства остготов и вандалов. Положительно оценивал итоги завоеваний Агафий Миринейский — по его мнению, возвращение в лоно римской цивилизации стало благом для населения завоёванных провинций, получивших также защиту от варваров. Однако, как отмечает Г. А. Острогорский, этот территориальный рост был лишён прочного основания, и потому последствия реставрационных усилий Юстиниана «были вдвойне тяжёлыми. После всех выдающихся успехов Юстиниан оставил своим преемникам внутренне истощённое, экономически и финансово расстроенное государство».
В правление Юстина II противостояние с Персией складывалось неудачно, большая часть Италии была захвачена лангобардами, на Балканах активно расселялись славяне. В новеллах Юстина вина за возникший кризис возлагалась на предшествующее царствование. Учитывая данную тенденцию, в исторических сочинениях, написанных со второй половины VI века, относительно свободно высказывалась критика достижений Юстиниана. По мнению советского византиниста М. В. Левченко, Агафий не считал неверной саму идею юстиниановской реконкисты, но приписывал неуспех в её осуществлении преклонному возраста императора. Плачевное положение армии и развал обороны империи в 560-х годах Агафий объясняет злоупотреблениями начальствующих лиц, воспользовавшихся дряхлостью Юстиниана. Ошибка Юстиниана состояла не в том, что он вёл завоевания, а в том, что смог довести дело до конца.
Р. Скотт связывает возрождение представления о Юстиниане как завоевателе с хронистом IX века Феофаном Исповедником, чья «Хронография», в значительной степени опиралась на труд Малалы, но благодаря иной подаче материала, сместила акценты в оценках.

### Юстиниан и «тёмные века» византийской истории
В современной византинистике период «тёмных веков» (англ. Dark Ages) византийской истории не имеет чётких хронологических рамок и, как правило, отсчитывается от середины VII века. Его начало связывают концом эпохи Поздней Античности и с процессами экономического и культурного упадка, политической нестабильности и религиозных споров. В этой парадигме распространены попытки обнаружить в событиях царствования Юстиниана провозвестников грядущих потрясений. Советский византинист М. Я. Сюзюмов напрямую связывал упадок культуры городов в «тёмные века» с деятельностью Юстиниана — закрытием им афинской философской школы в 529 году и перевозкой памятников из других мест в Константинополь в ходе строительства собора Святой Софии. Хотя единственным источником, в котором сообщается о закрытии Юстинианом Академии является хроника Иоанна Малалы, и несмотря на имеющиеся сведения о сохранении в VI веке традиций классического образования, большинство современных историков склоняются к признанию Юстиниана «гонителем интеллектуалов и подавителем всяческих оппозиционных проявлений культуры» (по выражению итальянского византиниста Гульельмо Кавалло). Французский византинист Поль Лемерль также связывает начало упадка образованности с антиязыческими инициативами Юстиниана. По его словам, «„век Юстиниана“ — мёртвое время, израсходованное на предприятия, где тщеславие спорило с наивностью, несмотря на Кодекс и Святую Софию, последние плоды брака эллинизма с Римом и с Востоком».

## В современной историографии
Восприятие эпохи Юстиниана для историков Нового времени происходило путём рецепции трудов Прокопия Кесарийского, суждения которого рассматривались как наиболее беспристрастные. Существенным образом усложнило картину введение в научный оборот «Тайной истории», ставшей орудием в борьбе между сторонниками и противниками ультрамонтанской теории папства. Для автора знаменитой «Истории упадка и разрушения Римской империи» Эдуарда Гиббона личность Юстиниана представляла существенно меньший интерес, чем судьба его ближайших соратников, полководца Велизария или императрицы Феодоры. С эпохой Юстиниана будущий историк познакомился в юности по трудам Прокопия и Агафия, сначала в переводе, затем по греческим оригиналам. Над четвёртым томом своего труда, охватывающим царствование Юстиниана, историк работал около 1783 года, а завершил в ине 1787 года. Первоначальным намерением автора было далее не излагать подробно историю Византии, а кратко изложить идущую от Константина Великого историю её «упадка» вплоть до падения Константинополя в 1453 году. Согласно концепции Гиббона, доминировавшей как до, так и после создания его «Истории», завоевания Юстиниана заслуживали некоторого восхищения, но меняли общую тенденцию. В значительной степени на оценки Гиббона повлияла «Тайная история», известная ему по изданию Никколо Алеманни, в особенности в части сенсационных анекдотов из жизни Феодоры. Следую описательным приёмам Прокопия, Юстиниан является у Гиббона «фигурой умолчания», достижения его царствования не имеют прямой связи с намерениями императора. Рассказ о нём завершается ироничной ремаркой о конной статуе, переплавленной на пушки турками. Противоположностью образу «капризного тирана» являет Велизарий, «память о котором никогда не умрёт».
Как отмечает немецкий византинист Гюнтер Принцинг, начиная с основополагающих работ Шарля Диля анализу критики правления Юстиниана в византийских источниках уделялось не очень много внимания. Одним из первых такое исследование предпринял Бертольд Рубин в своей двухтомной монографии «Das Zeitalter Iustinians» («Эпоха Юстиниана»; том I вышел в 1960 году, том II в 1995 году).

## Произведения Юстиниана
По мнению британского историка Фергюса Миллара, до сих пор не изданное ни на одном из современных языков собрание трудов Юстиниана заняло бы немало томов, и являло бы собой один из наиболее цельных и убедительных памятников античной мысли.
- Юстиниан I в переводе K. P. Wesche в On the person of Christ: the Christology of Emperor Justinian. St. Vladimir Seminary Press, NY, 1991, ISBN 0-88141-089-6, включая:

Письмо монахам Александрии против монофизитов (542/543)
Эдикт о правой вере
- Исповедание императора Юстиниана против трех глав (549/550) Деяния вселенских соборов изданные изданные в русском переводе при Казанской духовной академии. том 5 Собор константинопольский 2-й . Вселенский пятый Казань 1913 г с.291
- Грамота императора Юстиниана отцам собораДеяния вселенских соборов изданные изданные в русском переводе при Казанской духовной академии. том 5 Собор константинопольский 2-й . Вселенский пятый Казань 1913 г с.16
- Список с высочайшего послания императора Юстиниана, писанного к блаженнейшему Иоанну епископу метрополии Деяния вселенских соборов изданные изданные в русском переводе при Казанской духовной академии. том 5 Собор константинопольский 2-й . Вселенский пятый Казань 1913 г с.110
- Другое послание императора Юстиниана Козьме святейшему епископу мопсуетскому Деяния вселенских соборов изданные изданные в русском переводе при Казанской духовной академии. том 5 Собор константинопольский 2-й . Вселенский пятый Казань 1913 г с.111
- Слово благочестивейшего императора Юстиниана против Оригена Деяния вселенских соборов изданные изданные в русском переводе при Казанской духовной академии. том 5 Собор константинопольский 2-й . Вселенский пятый Казань 1913 г с.262
- Грамота императора Юстиниана к святому собору об Оригене и его единомышленникахДеяния вселенских соборов изданные изданные в русском переводе при Казанской духовной академии. том 5 Собор константинопольский 2-й . Вселенский пятый Казань 1913 г с.289
- Послание императора Юстиниана к святому собору о Федоре мопсуетском Деяния вселенских соборов изданные изданные в русском переводе при Казанской духовной академии. том 5 Собор константинопольский 2-й . Вселенский пятый Казань 1913 г с.316
- Кодекс Юстиниана. (Фрагменты)Издательство: Москва, Директ-Медиа, 2008. — 12 c.Переводчики: Успенский Ф. И., Пигулевская Н. В.

### Исследования
на русском языке
- Адонц Н. Г. Армения в эпоху Юстиниана. — 2 изд. — Ереван: Изд-во Ереванского Университета, 1971. — 526 с.
- Диль Ш. Юстиниан и византийская цивилизация в VI веке. — СПб., 1908. — 687 с.
- Васильев А. А. Вопрос о славянском происхождении Юстиниана // Византийский временник. — СПб., 1894. — Т. 1. — С. 469—492.
- Грацианский М. В. Император Юстиниан Великий и наследие Халкидонского Собора. — М.: Издательство Московского университета, 2016. — Т. 42. — 391 с. — (I, Исторические исследования). — ISBN 978-5-19-011148-4.
- Курганов Ф. А. Отношения между церковною и гражданскою властию в Византийской империи : Обзор эпохи образования и окончат. установления характера взаимоотношений между церк. и гражд. властию в Византии [325-565]. — Казань, 1880. — 6+720+3 с.
- Левченко М. В. Византийский историк Агафий Миринейский и его мировоззрение // Византийский временник. — 1950. — Т. 3. — С. 62—84.
- Лемерль П. Первый византийский гуманизм. — СПб.: Своё издательство, 2012. — 490 с. — ISBN 9785-4386-5145-1.
- Острогорский Г. А. История Византийского государства / Пер. с нем.: М. В. Грацианский. — М.: Сибирская Благозвонница, 2011. — 895 с. — ISBN 978-5-91362-458-1.
- Удальцова З. В. Мировоззрение византийского историка VI в. Агафия Миринейского : [арх. 4 марта 2016] // Византийский временник. — 1969. — Т. 29. — С. 153—169.
- Удальцова З. В. Мировоззрение Прокопия Кесарийского : [арх. 4 марта 2016] // Византийский временник. — 1971. — Т. 31. — С. 8—22.
- Удальцова З. В. Мировоззрение византийского хрониста Иоанна Малалы : [арх. 2 апреля 2016] // Византийский временник. — 1971a. — Т. 32. — С. 3—23.
- Чекалова А. А. Константинополь в VI веке. Восстание Ника. — СПб.: Алетейя, 1997. — 329 с. — (Византийская библиотека. Исследования). — 1800 экз. — ISBN 5-89329-038-0.

- Bjornlie M. S. Politics and Tradition between Rome, Ravenna and Constantinople: A Study of Cassiodorus and the Variae 527–554 (англ.). — Cambridge University Press, 2013. — 370 p. — ISBN 978-1-107-02840-1.
- Dagron G. Constantinople imaginaire. Études sur le recueil des Patria (фр.). — Presses Universitaires de France, 1984. — 358 p. — ISBN 2 13 038581 8.
- Cameron A. Procopius and the Sixth Century (англ.). — Berkeley: University of California Press, 1985. — 308 p. — ISBN 0-415-14294-6.
- Cameron A. Gibbon and Justinian // Edward Gibbon and Empire (англ.) / R. Mckitterick, R. Quinault (eds). — Cambridge University Press, 1997. — P. 34—52. — 351 p. — ISBN 0 52149724 8.
- Carlà-Uhink F. ‘Per voler del primo amor ch’i’ sento’: Justinian and Theodora from the Sixth to Sixteenth Centuries // Representing Rome's Emperors: Historical and Cultural Perspectives through Time (англ.). — Oxford University Press, 2024. — P. 195—213. — ISBN 9780191965333. — doi:10.1093/oso/9780192869265.003.0008.
- Decker M. Ther Byzantine Dark Ages :  [англ.]. — Bloomsbury, 2016. — 248 p. — ISBN 978-1-47253-606-8.
- Catafyugiotu Topping E. On earthquakes and fires: Romanos’ encomium to Justinian (англ.) // Byzantinische Zeitschrift. — 1978. — Bd. 71. — Iss. 1. — ISSN 0007-7704. — doi:10.1515/byzs.1978.71.1.22.
- Foss C. The Empress Theodora :  [англ.] // Byzantion. — 2002. — Vol. 72. — P. 141—176.
- Gračanin H. The Perception of Justinian I in the Early Medieval Latin West // Византија и наследството на Европа: поврзување на културите. Зборник на трудови од Третиот меѓународен симпозиум „Денови на Јустиниjан I“, Скопје, 30-31.10.201 (англ.) / Митко Б. Панов. — Скопје: Универзитет „Евро-Балкан“, 2016. — P. 11—21. — 285 p. — ISBN 978-608-4714-50-7.
- Haldon J. F. Byzantium in the Seventh Century (англ.). — Cambridge University Press, 1990. — 492 p. — ISBN 0-521-26492-8.
- de Lange N. Jews in the Age of Justinian // The Cambridge Companion to the Age of Justinian (англ.). — 2005. — P. 401—426.
- Honoré T. Tribonian (англ.). — Cornell University Press, 1978. — 314 p. — ISBN 0-8014-1148-3.
- Jeffreys E. Malalas, Procopius and Justinians Buildings // Antiquité Tardive. — 2000. — Vol. 8. — P. 73—79. — doi:10.1484/J.AT.2.300687.
- Millar F. Rome, Constantinople and the near Eastern Church under Justinian: Two Synods of C.E. 536 :  [англ.] // The Journal of Roman Studies. — 2008. — Vol. 98. — P. 62—82. — JSTOR 20430666.
- Prinzing G. Das Bild Justinians I. in der Überlieferung der Byzantiner vom 7.-15. Jhdt. :  [нем.] // Fontes Minores. — 1986. — Bd. 7. — S. 1—99.
- Rubin B. Das Zeitalter Iustinians :  [нем.]. — Berlin : Walter de Gruyter & Co, 1960. — 539 p.
- Scott R. D. Malalas, The Secret History, and Justinian's Propaganda :  [англ.] // Dumbarton Oaks Papers. — 1985. — Vol. 39. — P. 99—109. — JSTOR 1291517.
- Scott R. Malalas and his contemporaries // Studies in John Malalas :  [англ.]. — BRILL, 1990. — Vol. 6. — P. 67—86. — 370 p. — (Byzantina Australiensia). — ISBN 0 9593626 5 7.
- Scott R. Narrating Justinian: From Malalas to Manasses // Byzantine Narrative :  [англ.]. — BRILL, 2006. — Vol. 16. — P. 29—46. — 624 p. — (Byzantina Australiensia). — ISBN 978-90-04-34487-7.
- van Hoof L., van Nuffeln P. The Historiography of Crisis: Jordanes, Cassiodorus and Justinian in mid-sixth-century Constantinople :  [англ.] // The Journal of Roman Studies. — 2017. — Vol. 107. — P. 275—300. — JSTOR 26576052.
- Whitby M. Procopius’ Buildings, Book I: a Panegyrical perspective // Antiquité Tardive. — 2000. — Vol. 8. — P. 45—57. — doi:10.1484/J.AT.2.300684.
- Чилингиров А.[болг.]. За автентичността на Anecdota от Прокоп (болг.). — 2008. — 55 с. — ISBN 978-954-9670-37-0.